# スコット・サンダーランド (1988年生の自転車選手)
スコット・サンダーランド（Scott Sunderland、1988年3月16日 - ）は、オーストラリア、西オーストラリア州・ブセルトン出身の自転車競技（トラックレース）選手。
なお、同じオーストラリア出身で、1966年生の同姓同名の元自転車競技選手がいるが、別人である。2014年頃よりロードレースにも進出、2015年より本格参戦。

## 来歴
2004年
- オセアニア競技大会・ジュニア部門
  - チームスプリント 優勝
  - 1kmTT 優勝
  - スプリント 優勝

2005年
- ジュニア世界選手権自転車競技大会
  - チームスプリント 3位
  - 1kmTT 3位

2006年
- オーストラリア選手権・ジュニア部門
  - 1kmTT 優勝
  - スプリント 優勝
  - チームスプリント 優勝
- ジュニア世界選手権自転車競技大会
  - 1kmTT 優勝
  - スプリント 2位
- オセアニア競技大会
  - 1kmTT 優勝
  - チームスプリント 優勝（+ シェーン・パーキンス、ジョエル・レオナード）

2007年
- オセアニア自転車競技選手権大会
  - 1kmTT 優勝

2008年
- UCIトラックワールドカップ2007-2008
  - ロサンゼルス - 1kmTT 優勝
- UCIトラックワールドカップ2008-2009
  - メルボルン - チームスプリント 優勝

2010年
- オーストラリア選手権 ケイリン 優勝
- コモンウェルスゲームズ
  - 1kmTT 優勝
  - チームスプリント 優勝（+ ダニエル・エリス、ジェイソン・ニブレット）

2011年
- 競輪選手短期登録免許を取得し、日本の競輪競走に出場する予定だったが、東日本大震災の影響を受け、来日中止となった。

2012年
- 世界選手権
  -  チームスプリント決勝（+ シェーン・パーキンス、マシュー・グレーツァー）で、予選首位通過のフランスを1000分の1秒差下し優勝。
- ロンドン五輪・チームスプリント 4位

2017年
- ツアーオブハンガリー ステージ2勝(プロローグステージ、第5ステージ)
- ツアーオブコリア ステージ優勝(第3ステージ)
- ツアーオブグレートサウスコースト ステージ4勝(第2、第４～第6ステージ)
- ツアーオブチャイナ2 ステージ優勝(第2ステージ)
- ツアー・ド・ランカウイ ステージ優勝(第1ステージ)